# Эльдаров, Хож-Ахмед
Хож-Ахме́д Эльда́ров (1983 год, Гудермес, Чечено-Ингушская АССР, РСФСР, СССР) — российский и пауэрлифтер чеченского происхождения, призёр чемпионатов России и мира, мастер спорта России. Его тренером был Омар Абдулвадудов. Выступал в весовой категории до 90 кг.

## Спортивные результаты
| Дата                    | Место проведения | Турнир                                                                               | Итоговое место | Весовая категория | Собственный вес (кг) | Приседания | Жим   | Тяга  | Сумма | Дивизион       |
| ----------------------- | ---------------- | ------------------------------------------------------------------------------------ | -------------- | ----------------- | -------------------- | ---------- | ----- | ----- | ----- | -------------- |
| 30 мая-2 июня 2012 года | Сочи             | Чемпионат мира IPA по пауэрлифтингу                                                  | 1              | 90                | 89,60                | 270        | 140   | 305   | 715   | без экипировки |
| 3-7 апреля 2012 года    | Владимир         | Чемпионат России по классическому пауэрлифтингу                                      | 2              | 93                | 91,95                | 285        | 145   | 315   | 745   | без экипировки |
| 16-21 февраля 2010 года | Челябинск        | Чемпионат России по пауэрлифтингу                                                    | 5              | 90                | 88,90                | 340        | 180   | 310   | 830   | в экипировке   |
| 16-21 февраля 2010 года | Челябинск        | Чемпионат России по пауэрлифтингу                                                    | —              | 100               | 90,45                | 240        | 155   | —     | —     | без экипировки |
| 20-22 января 2010 года  | Чечня            | Территориальный чемпионат Южного и Центрального федеральных округов по пауэрлифтингу | 1              | 90                | 90,00                | 350        | 180   | 310   | 840   | без экипировки |
| 10-15 марта 2009 года   | Владимир         | Чемпионат России ФПР по пауэрлифтингу                                                | 6              | 90                | 89,70                | 350        | 180   | 300   | 830   | в экипировке   |
| 20-23 января 2009 года  | Сочи             | Территориальный чемпионат Южного и Центрального федеральных округов России           | 1              | 90                | 89,00                | 350        | 180   | 310   | 840   | в экипировке   |
| 21-25 мая 2008 года     | Санкт-Петербург  | 15-й Кубок Санкт-Петербурга по пауэрлифтингу                                         | 3              | 90                | 89,40                | 330        | 170   | 292,5 | 792,5 | в экипировке   |
| 23-27 января 2008 года  | Курск            | Территориальный чемпионат Южного и Центрального федеральных округов России           | 4              | 90                | 88,85                | 345        | 175   | 285   | 805   | в экипировке   |
| 19-21 января 2007 года  | Камышин          | Чемпионат Южного федерального округа России                                          | 3              | 90                | 88,00                | 320        | 172,5 | 285   | 777,5 | в экипировке   |